# Vladimir Pokrovski
Vladimir Alexandrovitch Pokrovski, né le 6 mars 1871 (18 mars dans le calendrier grégorien) à Moscou et mort le 30 avril 1931 à Léningrad, est un architecte russe qui fit aussi de la restauration.

## Biographie
Pokrovski fait ses études à Moscou dans une école secondaire correspondant à une Realschule et est admis en 1892 à l'école supérieure de l'académie impériale des beaux-arts. Il assiste des architectes renommés après sa deuxième classe, notamment Viktor Schröter qui finalise le théâtre Mariinsky, ou bien Robert Marfeld (de). Il entre à la fin de ses études à l'atelier de Léon Benois. Il voyage à Varsovie à l'été 1898, où l'on est en train de construire la cathédrale russe Saint-Alexandre-Nevski (consacrée en 1912). Il prend part entre 1899 et 1902 à la construction et à l'embellissement de l'église Saint-Georges des usines Gous-Khroustalny, appartenant à Youri Netchaïev-Maltsov, de style néo-russe. Il restaure avec ses élèves la collégiale de l'Ascension de Tsarskoïe Selo et en construit le clocher.

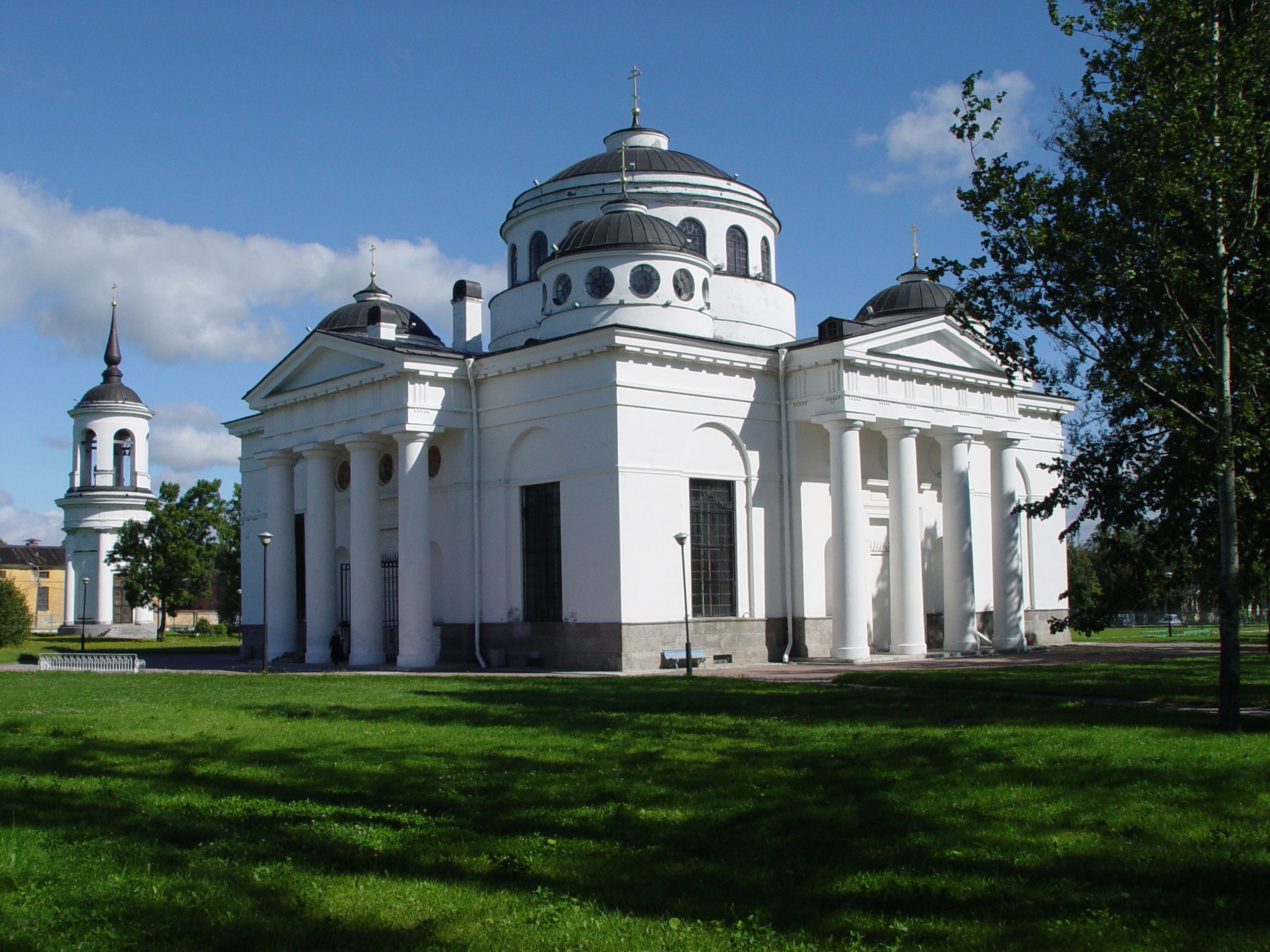
Vue de la collégiale de l'Ascension du quartier Sainte-Sophie de Tsarskoïe Selo
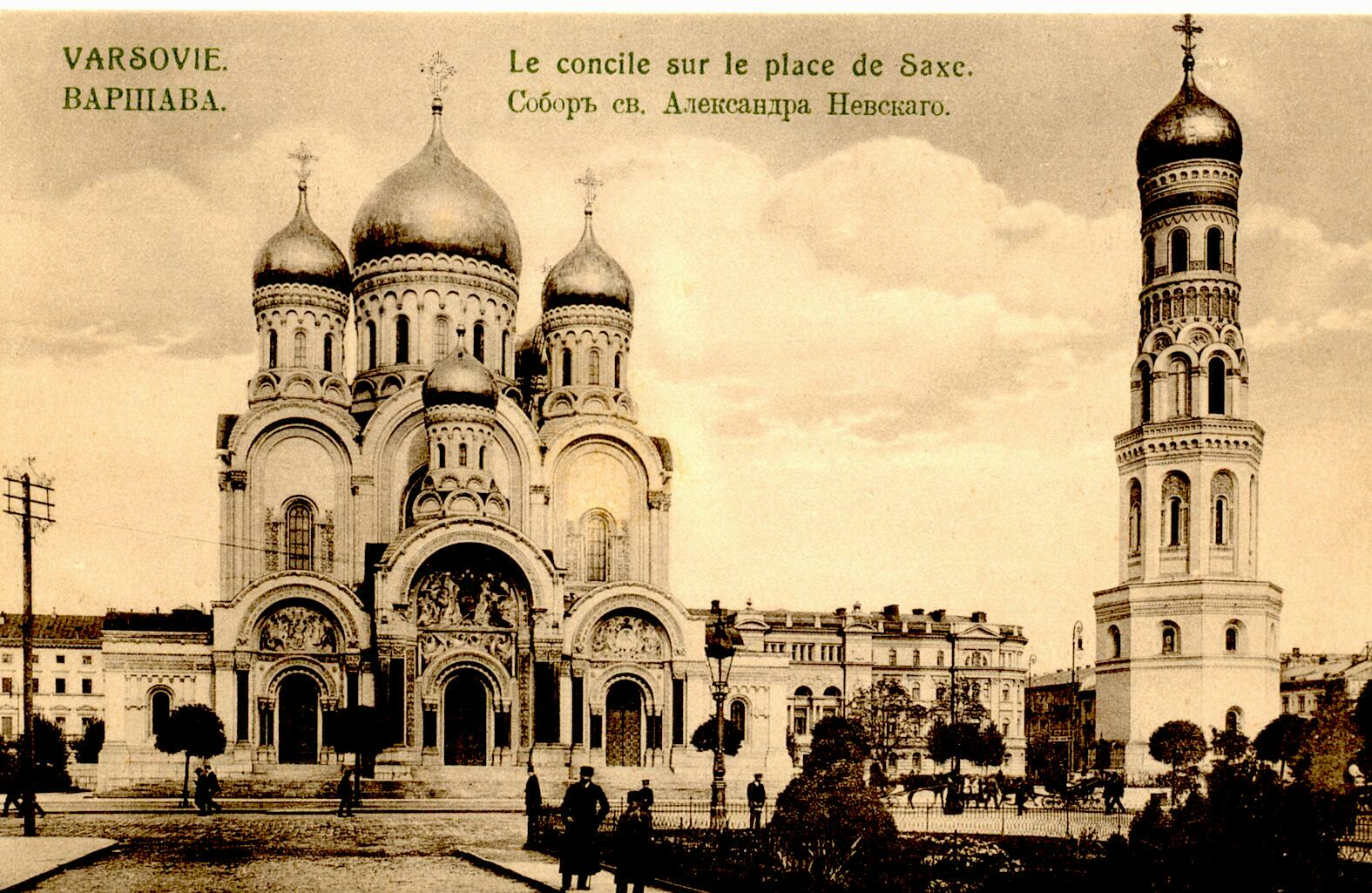
Carte postale de la cathédrale Saint-Alexandre-Nevski de Varsovie
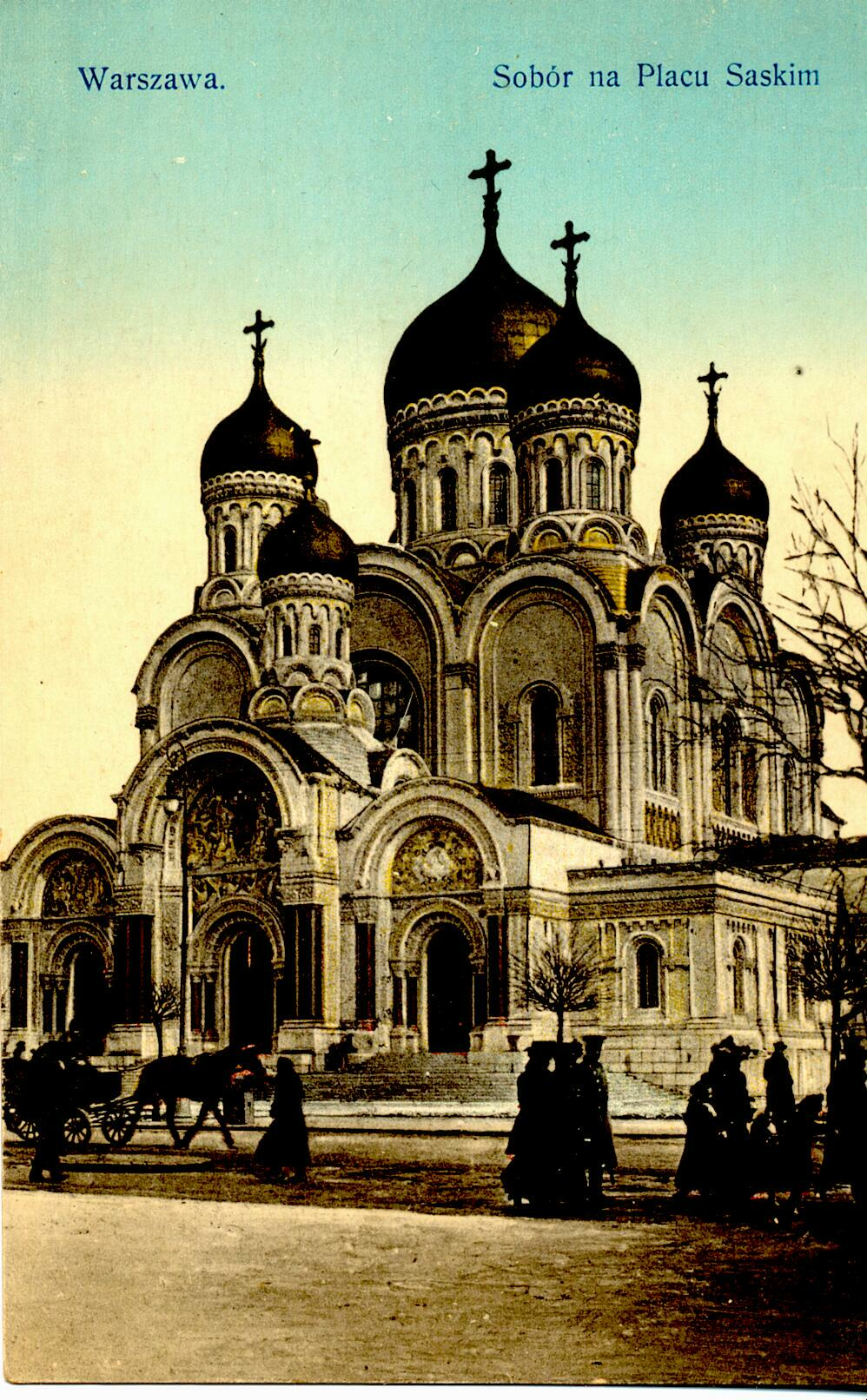
La cathédrale russe de Varsovie en 1910
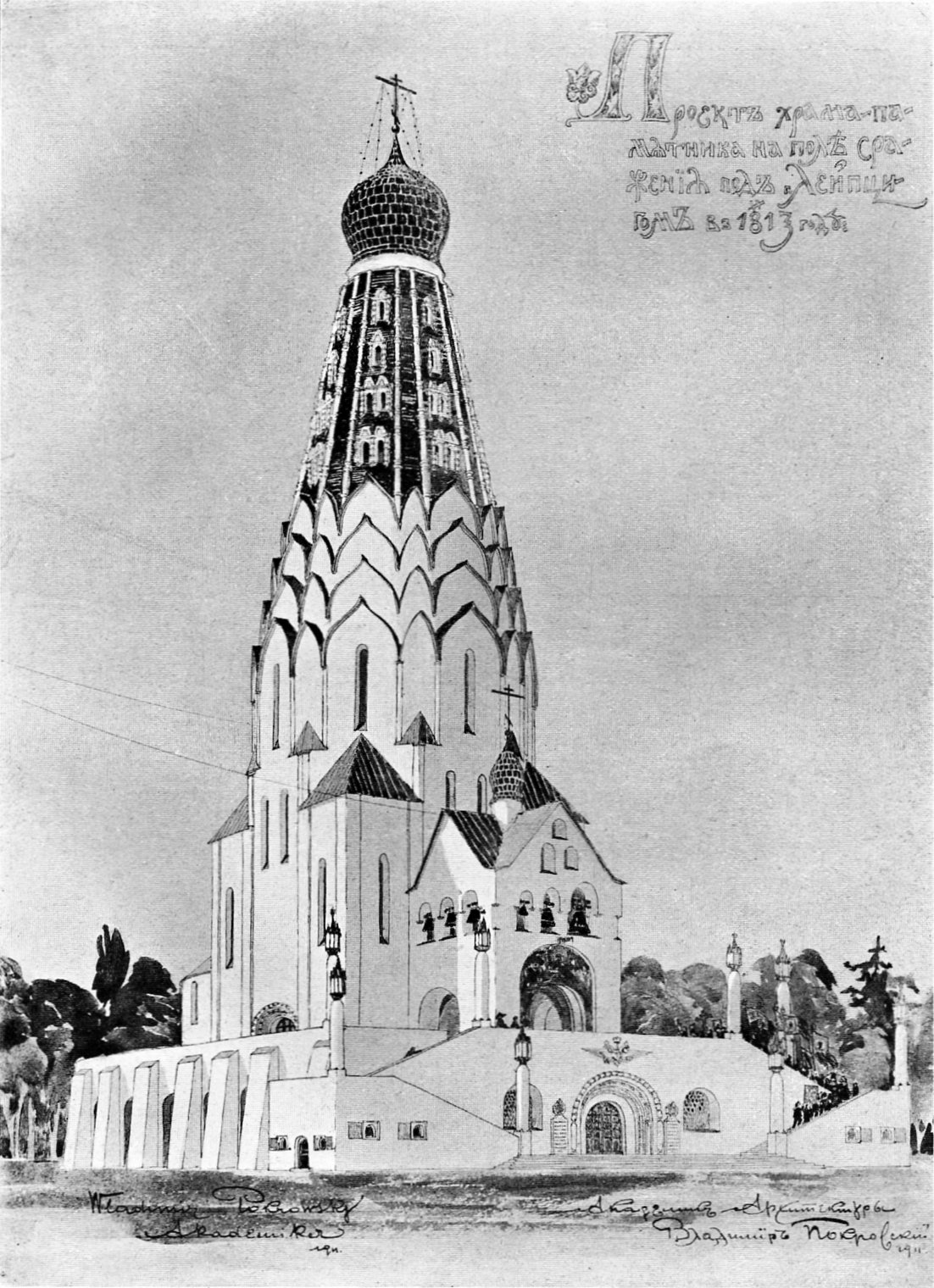
Dessin de l'église Saint-Alexis, ou église du souvenir à Leipzig

Tout au long de sa vie, Pokrovski voyage aussi pour étudier les monuments anciens de l'histoire russe, à Kiev, à Moscou et ses environs, dans les alentours de Vladimir et dans le gouvernement de Iaroslavl, etc. Il photographie les monuments des régions de Pskov et de Novgorod pour s'en inspirer.
Pokrovski est admis à l'académie en 1909 en tant que membre effectif et fait partie du conseil à partir de 1915. Il est choisi ensuite pour la construction de la cathédrale Féodorovsky de Tsarskoïe Selo qui s'inspire des églises du XVIe siècle. Il reçoit pour cela l'ordre de Sainte-Anne de 3e classe en 1912. Il reçoit aussi en 1913 la croix de commandeur de l'ordre d'Albert pour l'église russe du souvenir à Leipzig et devient professeur. En octobre 1913, il est nommé architecte de la cour impériale et architecte du musée Russe.
Les photographies de ses œuvres sont montrées à une exposition internationale à Vienne en 1908, puis sont montrées à Paris, Londres, Munich et Rome. Il est aussi membre de nombreux comités d'architecture en Russie et professeur dans plusieurs établissements d'enseignement, comme l'institut polytechnique féminin de Pétrograd (ex-Saint-Pétersbourg), à l'institut du Génie civil de 1914 à 1929.
Povrovski est aussi l'auteur de nombreux projets, toujours de style néorusse, comme la gare impériale de Tsarskoïe Selo, en province et à Moscou.